# Murat Konuk
Murat Konuk (Ankara, 18 febbraio 1972) è un ex cestista turco.

## Carriera
Con la Turchia ha disputato quattro edizioni dei Campionati europei (1993, 1995, 1997, 1999).

## Palmarès
- Campionato turco: 2

Tofaş: 1998-99, 1999-2000
- Coppa di Turchia: 1

Tofaş: 1999-2000